# Hochneukirch
Hochneukirch is een plaats in de Duitse gemeente Jüchen, deelstaat Noordrijn-Westfalen, en telt 5058 inwoners (2007).